# Shapish

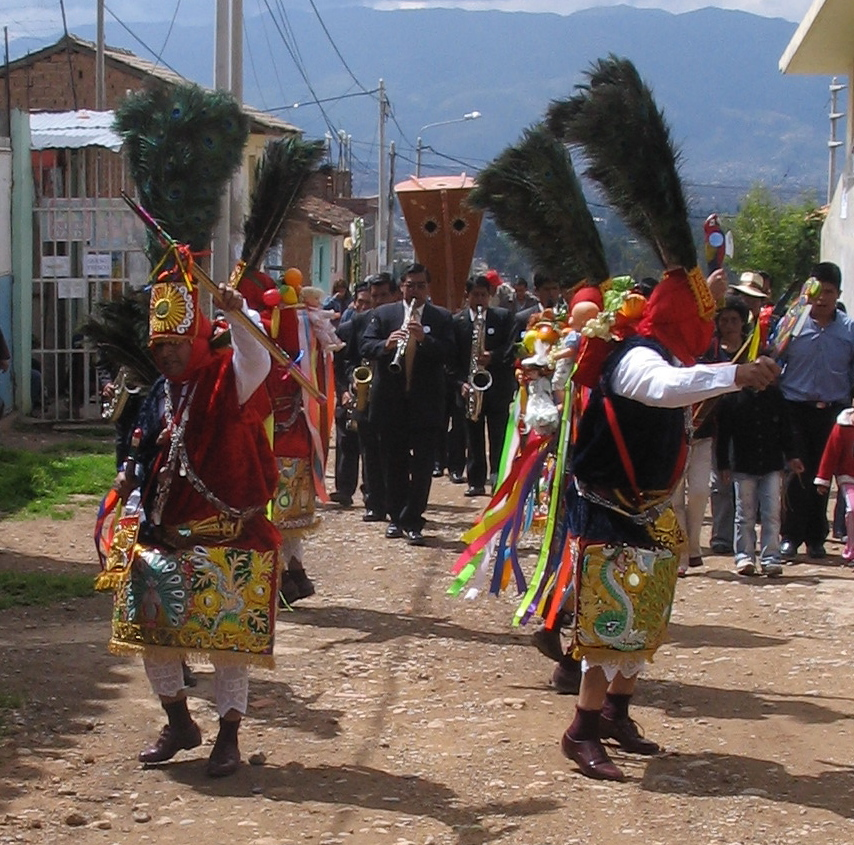
Shapish de Chupaca

El shapish es una danza guerrera folclórica del Perú que se realiza durante la fiesta de la Cruz de Mayo en la provincia de Chupaca al oeste de Huancayo.

## Historia
Esta danza es originaria del pueblo de Chupaca. La expansión del imperio Inca traería con sigo sus políticas de conquista y sometimiento a los pueblos rebeldes desarraigándolos y dispersándolos, trayendo nuevos habitantes o mitimaes.
En su afán de no ser sometidos la población del Valle del Cunas huyeron hacia el Huallaga y la selva central dejando sus tierras a los nuevos habitantes  traídos por los cusqueños, Pasados los años tras la caída del imperio Incaico estos volverían a sus tierras trayendo con sigo las costumbres y vestimenta de la selva, siendo los hombres quienes transportan en la espalda  provisiones como frutas y alimentos en su canasta y sobre esta a sus niños, llevan túnicas o cushmas bordadas con motivos propios de la naturaleza selvática, llevan en la cabeza la Shupa, un arreglo con plumas de pavo real, llevan en la mano derecha un hacha, y en la izquierda una lanza nativa, tienen el rostro enrojecido por el sol penetrante, llevan la lengua fuera de la boca como señal de deshidratación por la ardua caminata, pero siempre firmes, siempre fuertes regresan a su tierra.
Es una danza que evoca las características guerreras de los bravos Chupaquinos, su temperamento valiente y rebelde, su capacidad de resistencia y adaptación ante los diversos conflictos que han tenido que afrontar durante la defensa de su territorio y su refugio en la selva durante la invasión inca.
Es una danza guerrera y festiva cuya música es un canto épico que interpreta los triunfos, el valor indómito de una raza viril y pujante, amante de la libertad. SHAPISH, quiere decir “Hombre Guerrero y Hermoso” lo cual está reflejado en su expresión y vestimenta. Esta danza se puede apreciar en todo su esplendor en la ciudad de Chupaca durante los días desde el 2 al 8 de mayo de cada año.
Jesus E. Dorregaray, músico chupaquino, grabó por primera vez la música de la danza junto a la Orquesta Los Filarmónicos de Huancayo en disco de vinilo con la pisada marcial de los Shapish de Chupaca Residentes en Lima cuyo Director, Hernando Perez Guerrero, fue uno de los primeros difusores de la danza guerrera fuera de Chupaca.

## Características de la danza
Tiene tres partes definida:
1. La Caramuza o escaramuza que es la danza guerrera.
2. La Cashua: es el zapateo.
3. El Chimaycha: Zapateo frenético de influencia selvática.
4. Música: Es interpretada con orquestas completas: violín, arpa, saxos, clarinetes, y entre otros.